# Segmentacja rynku
Segmentacja rynku – procedura dokonania podziału rynku na względnie jednorodne grupy konsumentów, które z uwagi na podobieństwo cech ujawniają podobny popyt, w celu przygotowania produktu wychodzącego naprzeciw ich potrzebom, a w konsekwencji uzyskania przewagi rynkowej.
Jej potrzeba to naturalna konsekwencja zwiększania się liczby konsumentów, wzrostu ich dochodów, rozwoju indywidualnych preferencji oraz możliwości dokonywania wyboru.
Wykazuje ona, jak liczne są grupy tworzące poszczególne rynki cząstkowe i jaką siłą nabywczą dysponuje każdy z nich.

## Cel segmentacji
Segmentacja rynku polega na jego podzieleniu na mniejsze części zwane segmentami, które różnią się między sobą oczekiwaniami klientów względem produktu, sposobem zakupu lub innymi kryteriami. Po dokonaniu segmentacji przedsiębiorstwo musi wybrać segment, w którym chce sprzedawać swoje towary.
Głównym celem segmentacji jest analiza struktury rynku, czyli potrzeb klientów, które rynek tworzą. Możemy wyróżnić rynki jednolite, pod względem struktury potrzeb i zróżnicowane. Skrajnie zróżnicowany rynek to taki, w którym każdy klient ma specyficzne potrzeby. Chcąc uniknąć kosztów związanych z marketingiem na miarę każdego klienta sprzedawcy starają się dzielić rynek na jednolite segmenty. Segment mogą tworzyć osoby o podobnym dochodzie bądź wieku, które mają zbliżone oczekiwania względem określonego produktu.
Drugim celem segmentacji jest pozycjonowanie produktu, czyli nadanie mu, w odbiorze klientów, pewnych specyficznych atutów, wyróżniających produkt względem konkurentów i innych segmentów.
Błędy spotykane podczas segmentacji:
- Dzielenie na segmenty rynku jednorodnego;
- Traktowanie jako jednolity rynku złożonego z różnorodnych potrzeb klientów;
- Niewłaściwy dobór kryterium segmentacji: wiek, poziom dochodu.

Rynki składają się z nabywców, którzy różnią się od siebie pod wieloma względami. Mogą się oni różnić w swoich wymaganiach, sile nabywczej, geograficznej lokalizacji, w preferencjach zakupu. Każda z tych zmiennych może być wykorzystywana do segmentacji rynku.

## Cele i korzyści z segmentacji rynku
Na rynku mamy wielu zróżnicowanych nabywców. Każdy z tych nabywców stanowi potencjalnie osobny rynek ze względu na swoje potrzeby i wymagania. Sprzedający może opracować oddzielny produkt lub program marketingowy dla każdego z nich. Dla przykładu, producent samolotów – firma Boeing, ma zaledwie kilku głównych klientów i dla każdego z nich indywidualizuje swój produkt. Dla większości sprzedających indywidualne zróżnicowanie produktu dla każdego klienta nie będzie opłacalne. Wiązałoby się ono ze zbyt dużymi kosztami. Zamiast tego sprzedający dokonuje podziału na kategorie nabywców, którzy różnią się w swoich potrzebach lub reakcjach marketingowych. Na przykład sprzedający może stwierdzić, że grupy o różnym dochodzie różnią się w swoich wymaganiach. Z drugiej zaś strony, sprzedający może stwierdzić wyraźne różnice pomiędzy nabywcami młodszymi i starszymi. Rezultatem segmentacji rynku według wieku są różne segmenty wiekowe, każdy obejmujący inną grupę wiekową.

## Procedura segmentacji rynku
Kilkanaście przedsiębiorstw zajmujących się badaniami marketingowymi przeprowadza regularne studia segmentacji, w których systematycznie ujawniane są główne segmenty rynku. Procedura składa się z trzech etapów:
1. etap badań – prowadzący badanie przeprowadza nieformalne wywiady z konsumentami, aby mieć obraz ich motywacji, nastawienia i zachowań. Wykorzystując zebrane dane, przygotowuje on kwestionariusz, który kieruje do wybranej w sposób losowy grupy klientów w celu zebrania danych na temat:
  - cech i rankingu ich ważności,
  - rozpoznawania i rankingu ocen marek towaru,
  - wzorów użytkowania produktu,
  - postawy wobec kategorii produktu,
  - cech demograficznych, psychograficznych oraz mediagraficznych (reakcji na środki strategii marketingowej) respondentów.
2. etap analizy – badający stosuje analizę czynnikową danych, aby usunąć zmienne w wysokim stopniu skorelowane. Następnie stosuje on analizę grupową, aby stworzyć określoną liczbę maksymalnie różniących się od siebie segmentów.
3. etap profilowania – każda grupa jest następnie profilowana pod względem różniących ją postaw, zachowań, cech demograficznych, psychograficznych i mediagraficznych. Każdy segment zostaje nazwany na podstawie wyróżniającej go dominującej cesze charakterystycznej.

## Kryteria segmentacji rynku
Różne zmienne wykorzystywane są do segmentacji rynku konsumentów. Zmienne te mieszczą się w dwóch obszernych grupach. Niektórzy badacze próbują definiować segmenty według charakterystycznych cech konsumenta. Przeważnie wykorzystują oni w tym celu cechy geograficzne, demograficzne i psychograficzne.
Segmentacja geograficzna
Segmentacja geograficzna wymaga podziału rynku na różne jednostki geograficzne, takie jak państwa, stany, regiony, okręgi administracyjne, miasta i ich dzielnice. Przedsiębiorstwo może zdecydować się na działania na jednym lub kilku obszarach geograficznych, albo działać we wszystkich, uwzględniając w tym lokalne zróżnicowanie preferencji.
Segmentacja demograficzna
Przy segmentacji demograficznej dokonuje się podziału rynku na grupy na podstawie następujących zmiennych społeczno-demograficznych: wieku, płci, liczby członków rodziny, cyklu życia rodziny, dochodu, zawodu, wykształcenia, religii, rasy i narodowości. Zmienne demograficzne są najbardziej popularną podstawą wyróżniania grup konsumenckich, gdyż potrzeby, preferencje i intensywność użytkowania dóbr są w dużym stopniu z nimi związane.
Wiek i faza cyklu życia
Potrzeby klienta i jego możliwości zmieniają się z wiekiem. Nawet dzieci sześciomiesięczne różnią się od dzieci trzymiesięcznych w swym potencjale konsumpcyjnym. Producent zabawek uświadomił sobie ten fakt i skonstruowała osobne zabawki dla dzieci, znajdujące się w różnych fazach cyklu życia, od dziecka 3 miesięcznego do jednorocznego. Ta strategia segmentacji oznacza, że rodzice i ludzie kupujący zabawki jako prezenty, mogą łatwiej wyszukać odpowiednią zabawkę kierując się wiekiem dziecka. General Foods zastosował strategię segmentacji pod względem wieku w produkcji pokarmu dla psów. Wielu właścicieli psów wie, że pokarm dla ich ulubieńca musi zmieniać się wraz z ich wiekiem. Kryteria wieku i fazy cyklu życia mogą jednak kryć w sobie pułapki. Na przykład koncern Forda, zastosował kryterium wieku nabywców. Przy rozwijaniu rynku docelowego dla swojego samochodu marki Mustang. Samochód został skonstruowany z przeznaczeniem dla ludzi młodych, marzących o niedrogim samochodzie sportowym. Ford wkrótce ze zdziwieniem stwierdził, że samochód ten był kupowany przez wszystkie grupy wiekowe. Uświadomił sobie wówczas, że jego rynek docelowy to nie osoba młoda wiekiem, lecz czująca się młodo.
Segmentacja stylów życia – według cech psychograficznych
Ten typ segmentacji zakłada wpływ stylu życia, na zwyczaje i decyzje zakupowe. Uwzględnia on postawy i aktywności podejmowane w czasie wolnym przez konsumentów, co nie pozostaje w oderwaniu m.in. od ich klasy społecznej, stylu życia, zainteresowań czy osobowości. Segmentacyjność tego typu bazuje na ogół na systemie badania stylów życia typu VALS II – dzieli on konsumentów na grupy, uwzględniając m.in. ich hierarchię ze względu na zasoby pozwalające wybierać styl życia oraz wpisujące się w ten styl cechy produktu/usługi.
Segmentacja behawioralna – według potrzeb zakupowych
Ważne kryterium segmentacji stanowią także potrzeby i motywacje konsumentów oraz czynniki motywujące ich do zakupu. Aspektami, które pozwalają pod tym względem podzielić rynek są najczęściej okazje i miejsce użycia produktu, motywacje/powody do jego nabycia, odczucia towarzyszące używaniu produktu, postrzeganie wizerunku/osobowości marek czy statusu/wizerunku jaki zyskuje użytkownik dzięki dokonaniu zakupu.
Wyróżniamy jeszcze kilka mniej istotnych czynników: wskaźnik użytkownika, stopień lojalności, faza gotowości nabywcy i postawa.

## Techniki segmentacyjne
- segmentacja a posteriori – segmenty wyszczególnia się w oparciu o badanie rynku;
- segmentacja a priori – definicje segmentów zna się odgórnie (dzięki uprzednim analogicznym klasyfikacjom dla konsumentów danego kraju), zaś podział rynku opiera się na dedykowanych temu algorytmach[1].

## Wybór segmentów rynku
W wyniku oceny różnych segmentów, przedsiębiorstwo decyduje się na działanie w jednym lub kilku segmentach rynku. Jest to problem wyboru rynku docelowego. Rynek docelowy składa się z pewnej grupy nabywców o podobnych potrzebach lub cechach charakterystycznych, na obsługę których przedsiębiorstwo się decyduje. Przedsiębiorstwo może wziąć pod uwagę pięć sposobów wyboru rynku docelowego.
Koncentracja jedno-segmentowa
W najprostszym przypadku przedsiębiorstwo wydziela jeden segment. Poprzez marketing skoncentrowany przedsiębiorstwo osiąga silną pozycję rynkową w segmencie, dzięki głębokiej wiedzy co do jego potrzeb i szczególnej reputacji, którą zdobywa. Co więcej, przedsiębiorstwo czyni oszczędności dzięki specjalizacji produkcji, dystrybucji i promocji.
Specjalizacja selektywna
Przedsiębiorstwo o takiej specjalizacji wybiera pewną liczbę segmentów, z których każdy jest dla niej atrakcyjny i odpowiada jej celom i zasobom. Może istnieć niewielkie powiązanie pomiędzy segmentami lub nawet całkowity jego brak, jednak każdy z nich stwarza przesłanki przynoszenia zysku. Ta wielo-segmentowa strategia ma przewagę nad działaniem w obrębie tylko jednego segmentu widzenia dywersyfikacji ryzyka. Nawet jeżeli jakiś segment staje się nieatrakcyjny przedsiębiorstwo może zarabiać pieniądze w innych segmentach.
Specjalizacja produktowa
W tym przypadku przedsiębiorstwo koncentruje się na wytwarzaniu pewnego produktu, który sprzedaje w kilku segmentach. Przykładem może być producent mikroskopów. Przedsiębiorstwo jest w stanie wytwarzać różne mikroskopy dla różnych grup klientów, lecz unika produkcji jakichkolwiek innych przyrządów używanych przez laboratoria. Poprzez tę strategię przedsiębiorstwo buduje silną reputację w tym specyficznym obszarze. Ryzyko polega na tym, że mikroskopy mogą zostać wyparte przez całkowicie nową technologię.
Specjalizacja rynkowa
W tym przypadku przedsiębiorstwo koncentruje się na obsługiwaniu wielu potrzeb określonej grupy klientów. Za przykład mogłoby służyć przedsiębiorstwo które dostarcza szereg produktów dla laboratoriów uniwersyteckich, np. mikroskopy, oscyloskopy, retorty chemiczne. Przedsiębiorstwo zdobywa dobrą opinię jako specjalista w obsłudze tej grupy klientów i staje się źródłem dostaw wszystkich nowych produktów dla tej grupy. Ryzyko powstałoby gdyby laboratoria nagle zostały pozbawione części pieniędzy z budżetu i ograniczyły zakupy.
Pełne pokrycie rynku
Przedsiębiorstwo usiłuje zaopatrywać wszystkie grupy klientów w produkty, których mogą one potrzebować. Takiego pokrycia mogą się podjąć tylko duże przedsiębiorstwa, o dobrej reputacji i pozycji na rynku.